# يوفنتوس موسم 2017–18
كان موسم 2017–18 هو الموسم رقم 120 لنادي يوفنتوس لكرة القدم في الوجود والموسم الحادي عشر على التوالي في الدوري الإيطالي الممتاز. لأسباب تتعلق بالرعاية، من 1 يوليو 2017 حتى 30 يونيو 2023، عُرف ملعب يوفنتوس باسم ملعب أليانز في تورينو.  خلال الموسم السابق، أعلن الرئيس أنييلي أنه سيتم تقديم شعار جديد ليوفنتوس، وكشف عن مقطع فيديو يظهر تقديم الشعار الجديد. يظهر الشعار كلمة يوفنتوس في الأعلى، مع حرفين كبيرين J يظهران معًا بخطين مختلفين مع فتحة صغيرة بينهما ليصبحا حرف J أكبر تقريبًا. قال أنييلي أن الشعار يعكس "طريقة حياة يوفنتوس".  في هذا الموسم، قدم يوفنتوس شعاره الجديد على القمصان.  في 16 فبراير 2018، تم إصدار الحلقات الثلاث الأولى من المسلسل الوثائقي المسمى الفريق الأول: يوفنتوس، والذي تابع النادي طوال الموسم، من خلال قضاء الوقت مع اللاعبين خلف الكواليس داخل وخارج الملعب، على نتفليكس؛ تم إصدار الحلقات الثلاث الأخرى في 6 يوليو 2018. 
في 9 مايو 2018، فاز يوفنتوس بلقب الثالث عشر في كأس إيطاليا، والرابع على التوالي، بفوزه 4–0 على ميلان، موسعًا الرقم القياسي في عدد ألقاب كأس إيطاليا المتتالية.  بعد أربعة أيام في 13 مايو، وبعد التعادل 0–0 مع روما، ضمن يوفنتوس لقبه السابع على التوالي في الدوري الإيطالي، موسعًا الرقم القياسي في الانتصارات المتتالية في المسابقة.  ثم في 17 مايو، أعلن حارس مرمى يوفنتوس الأسطوري جانلويجي بوفون وداعه للدوري الإيطالي (والمنتخب الوطني لكرة القدم).   غادر الدوري الإيطالي بعد 23 موسمًا في مسيرته، كان آخرها مع يوفنتوس، وتسعة ألقاب في الدوري، و640 مباراة، وهو ثاني أعلى رقم في الدوري الإيطالي.  عاد بوفون إلى يوفنتوس في عام 2019 بعد فترة عام واحد مع باريس سان جيرمان. 